# Véronique Gens
Véronique Gens (ur. 19 kwietnia 1966 w Orleanie we Francji) – francuska śpiewaczka, sopran. Specjalizuje się w wykonywaniu muzyki barokowej.
Pochodzi ze znanej lekarskiej rodziny. Studiowała anglistykę, chciała zostać tłumaczem.
Uczyła się w Konserwatorium Paryskim, które ukończyła z wyróżnieniem i gdzie zdobyła pierwszą nagrodę w konkursie śpiewaczym. Zadebiutowała w 1986 z Williamem Christim i jego Les Arts Florissants. Od tego czasu współpracowała już z takimi dyrygentami jak Marc Minkowski, René Jacobs, Christophe Rousset, Philippe Herreweghe i Jean-Claude Malgoire.
Mimo tego, iż słynie z wykonywania muzyki baroku, ma w swoim repertuarze także role mozartowskie, pieśni Berlioza, Debussy'ego, Faurégo i inne.
Komandor Orderu Sztuki i Literatury (2021).

## Dyskografia
- Bach: Msza h-moll, Collegium Vocale Gent, dyr. Philippe Herreweghe
- Hector Berlioz: Les Nuits d'été, dyr. Louis Langrée
- Mozart: Così fan tutte, Concerto Köln, dyr. René Jacobs
- Mozart: Wesele Figara, Concerto Köln, dyr. René Jacobs
- Tragédiennes (recital, arie z oper Lully’ego, Rameau, Glucka...), Les Talens Lyriques, dyr. Christophe Rousset